# USS Demand (AMc-74)
USS Demand (AMc-74) – trałowiec typu Accentor. Pełnił służbę w United States Navy w czasie II wojny światowej.
Jego stępkę położono 28 marca 1941 w Gibbs Gas Engine Co. w Jacksonville (Floryda). Zwodowano go 22 maja 1941. Wszedł do służby 5 września 1941.
Skreślony z listy jednostek floty 5 września 1945. Przekazany War Shipping Administration w celu rozdysponowania w listopadzie 1947.